# Shirley Guerrero
Shirley Guerrero (28 de agosto de 1986) es una deportista colombiana que compitió en judo. Ganó una medalla de plata en el Campeonato Panamericano de Judo de 2008 en la categoría de –44 kg.

## Palmarés internacional
| Campeonato Panamericano | Campeonato Panamericano | Campeonato Panamericano | Campeonato Panamericano |
| Año                     | Lugar                   | Medalla                 | Categoría               |
| ----------------------- | ----------------------- | ----------------------- | ----------------------- |
| 2008                    | Miami (Estados Unidos)  | Medalla de plata        | –44 kg                  |